# Скосарівська сільська рада
Скоса́рівська сільська́ ра́да — колишня адміністративно-територіальна одиниця та орган місцевого самоврядування в Миколаївському районі Одеської області. Адміністративний центр — село Скосарівка.

## Загальні відомості
- Територія ради: 74,2 км²
- Населення ради: 1 438 осіб (станом на 2001 рік)
- Територією ради протікає річка Тилігул

## Населені пункти
Сільській раді підпорядковані населені пункти:
- с. Скосарівка
- с. Богданівка
- с. Веселе

## Населення
Згідно з переписом УРСР 1989 року чисельність наявного населення сільської ради становила 1569 осіб, з яких 729 чоловіків та 840 жінок.
За переписом населення України 2001 року в сільській раді мешкало 1438 осіб.

### Мова
Розподіл населення за рідною мовою за даними перепису 2001 року:
| Мова       | Відсоток |
| ---------- | -------- |
| українська | 92,07 %  |
| молдовська | 4,03 %   |
| російська  | 3,06 %   |
| білоруська | 0,28 %   |
| вірменська | 0,28 %   |
| гагаузька  | 0,14 %   |
| болгарська | 0,07 %   |

## Склад ради
Рада складається з 16 депутатів та голови.
- Голова ради: Марцинковський Анатолій Володимирович

### Керівний склад попередніх скликань
| Прізвище, ім'я, по батькові           | Основні відомості                                                         | Дата обрання | Дата звільнення |
| ------------------------------------- | ------------------------------------------------------------------------- | ------------ | --------------- |
| Хрущ Катерина Іванівна                | Сільський голова, 1955 року народження, позапартійна                      | 26.03.2006   | 25.10.2006      |
| Литвинюк Денис Вікторович             | Сільський голова, 1982 року народження, освіта вища, член Партії регіонів | 31.10.2010   |                 |
| Марцинковський Анатолій Володимирович | Сільський голова, освіта вища.                                            |              |                 |

Примітка: таблиця складена за даними сайту Верховної Ради України

### Депутати
За результатами місцевих виборів 2010 року депутатами ради стали:

#### За суб'єктами висування
| Суб'єкт висування                                       | Кількість обраних депутатів | %    |
| ------------------------------------------------------- | --------------------------- | ---- |
| Політична партія Всеукраїнське об'єднання «Батьківщина» | 6                           | 37,5 |
| Самовисування                                           | 4                           | 25   |
| Народна партія                                          | 3                           | 18,8 |
| Партія регіонів                                         | 1                           | 6,3  |
| Партія «Родина»                                         | 1                           | 6,3  |
| Соціалістична партія України                            | 1                           | 6,3  |

#### За округами
| № округу                                                | Прізвище, ім'я, по батькові           | Дата визнання обраним | Освіта             | Партійна приналежність                        | Відомості про обраного депутата                                                           |
| ------------------------------------------------------- | ------------------------------------- | --------------------- | ------------------ | --------------------------------------------- | ----------------------------------------------------------------------------------------- |
| Народна Партія                                          |                                       |                       |                    |                                               |                                                                                           |
| 6                                                       | Заяц Валерій Михайлович               | 04.11.2010            | середня спеціальна | член Народної партії                          | СТОВ ім. Мічуріна, головний агроном                                                       |
| 7                                                       | Тітаренко Тетяна Анатоліївна          | 04.11.2010            | вища               | член Народної партії                          | Скосарівська загальноосвітня школа І-ІІІ ст., вчитель                                     |
| 8                                                       | Папка Ольга Миколаївна                | 04.11.2010            | середня спеціальна | член Народної партії                          | Скосарівська сільська бібліотека, бібіліотекар                                            |
| Партія регіонів                                         |                                       |                       |                    |                                               |                                                                                           |
| 16                                                      | Кісіль Володимир Миколайович          | 04.11.2010            | середня спеціальна | член Партії регіонів                          | «Одесаобленерго», контролер                                                               |
| Партія «РОДИНА»                                         |                                       |                       |                    |                                               |                                                                                           |
| 5                                                       | Пушкіна Людмила Григорівна            | 04.11.2010            | середня            | член Партії «РОДИНА»                          | Скосарівська сільська рада, рахівник касир                                                |
| Політична партія Всеукраїнське об'єднання «Батьківщина» |                                       |                       |                    |                                               |                                                                                           |
| 4                                                       | Круглова Ольга Леонідівна             | 04.11.2010            | середня спеціальна | член Всеукраїнського об'єднання «Батьківщина» | Стрюківське відділення зв'язку, завідувачка                                               |
| 10                                                      | Шарга Тетяна Миколаївна               | 04.11.2010            | вища               | член Всеукраїнського об'єднання «Батьківщина» | тимчасово не працює                                                                       |
| 11                                                      | Хрущ Світлана Анатоліївна             | 04.11.2010            | вища               | член Всеукраїнського об'єднання «Батьківщина» | тимчасово не працює                                                                       |
| 12                                                      | Степанов Іван Петрович                | 04.11.2010            | середня спеціальна | член Всеукраїнського об'єднання «Батьківщина» | тимчасово не працює                                                                       |
| 14                                                      | Дердюк Наталя Миколаївна              | 04.11.2010            | середня спеціальна | член Всеукраїнського об'єднання «Батьківщина» | управління праці та соціального захисту населення Миколаївської РДА, соціальний працівник |
| 15                                                      | Сукач Людмила Олександрівна           | 04.11.2010            | середня спеціальна | член Всеукраїнського об'єднання «Батьківщина» | «Одесаобленерго», контролер                                                               |
| Соціалістична партія України                            |                                       |                       |                    |                                               |                                                                                           |
| 3                                                       | Камінська Тетяна Володимирівна        | 04.11.2010            | середня спеціальна | член Соціалістичної партії України            | тимчасово не працює                                                                       |
| Самовисування                                           |                                       |                       |                    |                                               |                                                                                           |
| 1                                                       | Камінська Аделя Володимирівна         | 04.11.2010            | середня спеціальна | позапартійна                                  | Стрюківський будинок культури, директор                                                   |
| 2                                                       | Марцинковський Анатолій Володимирович | 04.11.2010            | вища               | позапартійний                                 | ДП «Одеський облавтодор» філія Миколаївський райавтодор, економіст                        |
| 9                                                       | Марцинковська Катерина Миколаївна     | 14.11.2010            | середня спеціальна | позапартійна                                  | СТОВ « ім. Мічуріна», головний бухгалтер                                                  |
| 13                                                      | Готіна Ольга Володимирівна            | 04.11.2010            | середня спеціальна | позапартійна                                  | тимчасово не працює                                                                       |